# Usas
Usas was volgens de joodse traditie de beschermengel van het Oude Egypte. Hij maakte bezwaar tegen de uittocht uit Egypte van de Israëlieten, maar de aartsengel Michaël maakte de tegenwerpingen ongedaan.